# Avirostrum pallens
Avirostrum pallens là một loài bướm đêm trong họ Erebidae.